# Mlaka nad Lušo
Mlaka nad Lušo – wieś w Słowenii, w gminie Gorenja vas-Poljane. W 2018 roku liczyła 35 mieszkańców.